# Tigerton
Tigerton – wieś w Stanach Zjednoczonych, w stanie Wisconsin, w hrabstwie Shawano.